# Virgin River (serie televisiva)
Virgin River è una serie televisiva statunitense creata da Sue Tenney, che ha debuttato su Netflix il 6 dicembre 2019. La serie è basata sull'omonima serie di romanzi rosa della scrittrice Robyn Carr.

## Trama
La serie segue la storia di Melinda Monroe, che va a lavorare come infermiera nel remoto paese di Virgin River, in California, pensando sia il posto perfetto per ricominciare da capo e lasciarsi alle spalle i suoi dolorosi ricordi. Tuttavia, presto scopre che vivere in quella cittadina non è così semplice come credeva e che deve imparare a guarire se stessa, prima di poter rendere Virgin River la sua casa.

## Episodi
La seconda stagione è stata distribuita da Netflix il 27 novembre 2020. La terza stagione è distribuita da Netflix dal 9 luglio 2021. La serie è stata rinnovata anche per una quinta stagione. La serie è stata rinnovata per una sesta e per una settima stagione.
| Stagione         | Episodi | Pubblicazione |
| ---------------- | ------- | ------------- |
| Prima stagione   | 10      | 2019          |
| Seconda stagione | 10      | 2020          |
| Terza stagione   | 10      | 2021          |
| Quarta stagione  | 12      | 2022          |
| Quinta stagione  | 12      | 2023          |
| Sesta stagione   | 10      | 2024          |

## Personaggi e interpreti

### Personaggi principali
- Melinda Monroe (stagione 1-in corso), interpretata da Alexandra Breckenridge e doppiata da Benedetta Degli Innocenti.
- Jack Sheridan (stagione 1-in corso), interpretato da Martin Henderson e doppiato da Massimiliano Virgilii.
- Vernon "Doc" Mullins (stagione 1-in corso), interpretato da Tim Matheson e doppiato da Massimo Lodolo.
- Hope McCrea (stagione 1-in corso; ricorrente stagione 3), interpretata da Annette O'Toole e doppiata da Alessandra Korompay.
- Joey Barnes (stagione 1-in corso), interpretata da Jenny Cooper e doppiata da Georgia Lepore (st. 1-4, 6) e Micaela Incitti (st. 5).
- Charmaine Roberts (stagione 1-in corso), interpretata da Lauren Hammersley e doppiata da Alessandra Cassioli.
- John "Preacher" Middleton (stagione 1-in corso), interpretato da Colin Lawrence e doppiato da Alessandro Messina.
- Brie Sheridan (stagione 3-in corso), interpretata da Zibby Allen e doppiata da Myriam Catania.
- Mike Valenzuela (stagione 2-in corso), interpretato da Marco Grazzini e doppiato da Alberto Franco.
- Ricky (stagione 1-in corso), interpretato da Grayson Maxwell Gurnsey e doppiato da Federico Campaiola.
- Denny Cutler (stagione 4-in corso), interpretato da Kai Bradbury e doppiato da Mirko Cannella.
- Dan Brady (stagione 1 - in corso), interpretato da Benjamin Hollingsworth e doppiato da Gianluca Crisafi.
- Lizzie (stagione 2-in corso), interpretata da Sarah Dugdale.

### Personaggi secondari
- Paige Lassiter (stagione 1-2), interpretata da Lexa Doig.
- Calvin (stagione 1- in corso), interpretato da David Cubitt.
- Wes (stagione 2), interpretato da Steve Bacic.
- Muriel (stagione 1-in corso), interpretata da Teryl Rothery.
- Lilly Anderson (stagione 1-3), interpretata da Lynda Boyd.
- Tara Anderson (stagione 3-in corso), interpretata da Stacey Farber.

## Produzione
Le riprese principali della prima stagione sono iniziate il 3 dicembre 2018 e terminate il 26 marzo 2019 a Vancouver, Columbia Britannica, in Canada.